# Cariniana integrifolia
Cariniana integrifolia là một loài thực vật linhin thuộc họ Lecythidaceae.
Loài này chỉ có ở Brasil.
Chúng hiện đang bị đe dọa vì mất nơi sống.